# 田中弘清
田中 弘清（たなか ひろきよ、1934年〈昭和9年〉10月17日 - 2014年〈平成26年〉7月8日）は、日本の神職。石清水八幡宮宮司。
京都府神社庁監事・庁長、京都神社スカウト協議会副理事長、京都國學院院長などを務めた。

## 生涯
昭和9年（1934年）10月17日、田中文清の子として京都府に生まれた。
昭和41年（1966年）、國學院大學文学部神道学科を卒業した。
昭和42年（1967年）、春日大社出仕となり、翌昭和43年（1968年）に同社権禰宜、昭和54年（1979年）に禰宜に就任した。
昭和54年（1979年）、累代社家として奉職していた石清水八幡宮に還り、同宮権宮司に就任。また昭和55年（1980年）から昭和57年（1982年）まで、ボーイスカウト綴喜第1団の団委員長を務めた。昭和59年（1984年）から翌昭和60年（1985年）まで京都八幡ロータリークラブ幹事を務めた。
昭和61年（1986年）、宮司に昇任した。『神道人名辞典』, p. 500, 「田中弘清」および「田中文清」によれば、このころには父と共に鳩ヶ峰山麓の八幡柴座に居を構えていた。平成2年（1990年）から翌平成3年（1991年）まで、京都八幡RC会長を務めた。
平成26年（2014年）7月8日、肺炎のため79歳で帰幽した。神号は田中弘清大人命（たなかひろきようしのみこと）。9月22日、「石清水八幡宮名誉宮司田中弘清大人命を偲ぶ会」が京都市のホテルで開催され、弟の恆清が挨拶した。

## 系譜
- 父：田中文清
  - 弟：田中恆清
- 妻：田中和（やす）[+ 2]